# ژاک دآمبوس
ژاک دآمبوس (انگلیسی: Jacques d'Amboise؛ ۲۸ ژوئیهٔ ۱۹۳۴ – ۲ مهٔ ۲۰۲۱) یک هنرپیشه، و طراح رقص اهل ایالات متحده آمریکا است. از فیلم‌ها یا برنامه‌های تلویزیونی که وی در آن نقش داشته‌است می‌توان به هفت عروس برای هفت برادر، بدون ضرب‌وشتم اشاره کرد.